# サミュエル・J・シーモア
サミュエル・ジェームス・シーモア（英語: Samuel James Seymour、1860年3月28日 - 1956年4月12日）は、アメリカ合衆国の大工、土工。リンカーン大統領暗殺事件を目撃した最後の生存者（当時）として有名になった。
死の少し前に転倒し、顔にけがを負ったがそれをおしてテレビに出演したことでも知られ、彼はおそらく最年長者でもあるテレビに出演する当時、番組「I've Got a Secret」1956年2月9日、つまり彼が亡くなる9週間前のことでした。

## 私生活
メリーランド州タルボット郡に、農場を持つ両親のもと生まれた。その後、バージニア州アーリントン郡に移住した。大工や土工として働き、晩年の大半をボルチモアで過ごした。アーリントン郡の娘の自宅で、5人の子供、13人の孫、35人のひ孫に囲まれて96歳で死去した。ボルチモアのラウドン・パーク墓地に埋葬された。

## 事件の目撃者として
5歳の時に知り合いの看護師と自身の名付け親であった夫人にワシントンD.C.のフォード劇場に『われらのアメリカのいとこ』を見に連れていかれ、大統領席の見える位置に座った。『手を振りながらリンカーン大統領がやってきて、ほほ笑んだ後に銃声が鳴り響き、大統領席のだれかが悲鳴を上げ、リンカーン大統領が座席で前に倒れているのが見えた』という旨、また、『ジョン・ウィルクス・ブースがボックスから舞台に飛び移った』のも見ているという旨を語っている。
これらのことを、1954年にジャーナリストのフランシス・スパッツ・レイトンに語っている。